# Elvin Beqiri
Elvin Beqiri (Shkodra, 27 september 1980) is een Albanees voetballer (verdediger). Hij speelde onder meer voor Metaloerh Donetsk en Maccabi Tel Aviv.

## Interlandcarrière
Beqiri speelde in de periode 2002-2009 in totaal 47 interlands voor het Albanees voetbalelftal. Hij maakte zijn debuut voor de nationale ploeg op 5 januari 2002 in een vriendschappelijke wedstrijd in Manamah tegen Macedonië (0-0).

## Erelijst
KS Vllaznia Shkodër
- Albanees landskampioen

2001